# Saint-Jean-sur-Vilaine
Saint-Jean-sur-Vilaine är en kommun i departementet Ille-et-Vilaine i regionen Bretagne i nordvästra Frankrike. Kommunen ligger i kantonen Châteaubourg som tillhör arrondissementet Fougères-Vitré. År 2022 hade Saint-Jean-sur-Vilaine 1 376 invånare.

## Befolkningsutveckling
Antalet invånare i kommunen Saint-Jean-sur-Vilaine
Referens:INSEE